# Палма ди Монтекијаро
Палма ди Монтекијаро (итал. Palma di Montechiaro) је насеље у Италији у округу Агриђенто, региону Сицилија.
Према процени из 2011. у насељу је живело 22654 становника. Насеље се налази на надморској висини од 176 м.

## Становништво
Према резултатима пописа становништва 2011. у општини је живело 23.643 становника.
| 1931.  | 1936.  | 1951.  | 1961.  | 1971.  | 1981.  | 1991.  | 2001.  | 2011.  |
| ------ | ------ | ------ | ------ | ------ | ------ | ------ | ------ | ------ |
| 17.548 | 15.615 | 18.787 | 20.517 | 22.469 | 24.020 | 24.077 | 21.563 | 23.643 |

## Партнерски градови
- Хаген